# Bdellocephala baicalensis
Bdellocephala baicalensis is een platworm (Platyhelminthes). De worm is tweeslachtig. De soort leeft in het zoete water van het Baikalmeer.
Het geslacht Bdellocephala, waarin de platworm wordt geplaatst, wordt tot de familie Dendrocoelidae gerekend. De wetenschappelijke naam van de soort werd, als Procotyla baicalensis, voor het eerst geldig gepubliceerd in 1903 door Sabussow.

## Synoniem
- Monocotylus subniger Korotneff, 1912[1]